# Comtat d'Alençon
El comtat d'Alençon més tard Ducat d'Alençon fou una jurisdicció feudal del Regne de França centrada a Alençon; que va pertànyer als senyors de Bellême i Sonnois que van prendre el títol de comtes d'Alençon cap a l'any 1000. La dinastia de Bellême va durar fins a la mort de Robert III el 1217, si bé va deixar un fill pòstum que tenia dret a la successió però va morir el 1219 i el comtat va passar a la corona de França.
El 1268 fou donat a Pere, cinquè fill del rei de França Lluís el sant, amb un territori que inclou una part del comtat de Perche.
Va tornar a la corona el 1283, i va ser donat el 1291 a Carles I de Valois, germà de Felip IV de França el Bell, augmentat amb les senyories de Moulins-la-Marche, Bonmoulin, Sainte-Scolasse-sur-Sarthe, Domfront, Argentan i Exmes. De la casa de Valois hi va haver deu ducs. El va succeir el seu fill Felip que el 1328 va esdevenir rei de França (Felip VI de França) i va concedir el ducat al seu germà Carles II el Magnànim que va morir el 1346.
El seu fill Carles III d'Alençon va abdicar el 1359 i es va dedicar a la vida eclesiàstica, i va morir essent bisbe de Lió el 1375. El comtat va passar a sa germà Pere II, que va incrementar el patrimoni el 1376 amb la senyoria de Sonnois, que va ser cedida a la seva dona Maria de Chamaillart vescomtessa de Beaumont, com a pagament d'una pensió que el senyor de Sonnois no podia satisfer. Pere II va morir el 20 de setembre de 1404 i el va succeir el seu fill Joan IV d'Alençon, que com que va prendre el partit del duc d'Orleans va haver de fer la guerra contra el comte de Maine i el conestable de Saint Pol fins a la pau de Bourges de 15 de juliol de 1413; el 1414 el comtat va ser convertit en ducat pel rei de França; va morir en la batalla d'Azincourt el 21 d'octubre de 1415. El seu fill Joan V d'Alençon va quedar sota tutela de la mare Maria de Bretanya. El 1417 el ducat va ser ocupat pels anglesos i durant anys serà teatre de lluites, canviant algunes terres de mans freqüentment. Expulsats els anglesos el 1450, el duc va recobrar les seves terres. El 13 d'agost de 1465 va fer homenatge a Carles d'Anjou, comte du Maine, per les terres i senyorius de Beaumont-le-Vicomte, Fresnai i Sainte Susanne, que tenia en feu del comte, mentre la baronia de Sonnois era un feu de la torre d'Orinbandelle (Castell de Mans), la castellania d'Averlon era un feu de la baronia de Mayenne, i els feus d'Antenaise i Briçonniére eren feus de la baronia de Château-du-Loir. Va morir de mort natural el 1476 deixant de la seva muller Maria d'Armagnac, al següent duc, Ramon, i a una filla, Caterina senyora de Sonnois des del 1461, senyoriu que li fou donat com a dot al seu matrimoni. El duc Ramon va morir el 1492 i el va succeir el seu fill Carles que el 1505 va heretar el Sonnois de la seva tia. Carles va morir l'11 d'abril del 1525 sense successió masculina, i el ducat d'Alençon i el comtat de Perche varen retornar a la corona mentre els béns propis van passar a les seves germanes Francesca i Anna. La corona va cedir el comtat a Margarita d'Orleans i a la seva mort a Caterina de Mèdici i a Enric Hèrcules a la mort del qual va retornar a la corona el 1584 i va ser donat com apanatge posteriorment.

## Llista de comtes i ducs d'Alençon
Comtes d'Alençon
Dinastia de Bellême
- Fulc, comte de Carbonnais ?-940
- Ives I de Belleme, 940-997, senyor de Belleme.
- Guillem I de Belleme 997-1028, primer comte titulat d'Alençon.
- Robert I de Belleme 1028-1034.
- Guillem II Talvas 1034-1048
- Arnald I de Belleme 1048
- Ives II de Belleme 1048-1070
- Mabilla Talvas 1070-1082
- Roger II de Montgommery, 1070-1082
- Robert II de Belleme 1082-1112 (el 1108 li fou confiscat Alençon)
- Tibald de Blois 1108-1117
- Esteve de Blois 1117-1119
- Robert II de Bellême, nominal 1119-1134 (estava presoner i va morir engarjolat en una data posterior al 1130, potser el 1134)
- Guillem III Talvas, senyor de Belleme i Sonnois 1134-1171 (comte de Ponthieu i senyor (a vegades titulat comte o vescomte) de Sées)
- Joan I d'Alençon 1171-1191
- Joan II d'Alençon 1191
- Guillem IV d'Alençon 1191-1203
- Robert III d'Alençon 1203-1217
- Robert IV d'Alençon 1217-1219
- A la corona francesa 1217-1268.

Casa capeta de França
- Pere I d'Alençon (1268-1283)
- A la corona francesa (1283-1291).

Casa capeta de Valois
- Carles I de Valois (1291-1325), el comtat augmenta amb les senyories de Moulins-la-Marche, Bonmoulin, Sainte-Scolasse-sur-Sarthe, Domfront, Argentan i Exmes
- Lluís de Valois (1325-1328) nascut el 1309 i mort el 1328 sense descendència.
- Felip VI de França (1325 - 1328)
- Carles II el Magnànim 1328-1346 (comte de Perche, de Chartres, de Porhoët i de Joigny (1335-1336, administrador 1336-1338))
- Carles III d'Alençon (1346-1359) (comte de Perche, de Chartres i de Porhoët)
- Pere II d'Alençon (1359-1404 (comte de Perche, de Chartres i de Porhoët)

Ducs d'Alençon
- Joan III d'Alençon (1404-1415) des del 1414 duc d'Alençon (primer duc)
- Joan IV d'Alençon (1415-1476)
- Renat d'Alençon (1476-1492)
- Carles IV d'Alençon 1492-1525
- Margarida d'Orleans 1525-1549
- Caterina de Mèdici 1549-1566
- Enric Hèrcules (Francesc de França) 1566-1584

A la corona francesa 1584-1646
- Gastó Joan Baptista de França 1646-1660

A la corona 1660-1667
- Elisabet d'Orleans 1667-1670 (filla, duquessa d'Angulema)
- Francesc Josep de Lorena (fill) 1670-1675
- Elisabet d'Orleans 1675-1696

A la corona 1696-1710
- Carles de França 1710-1714
- Carles de Berry (fill, titulat duc d'Alençon al néixer i durant tres setmanes el 1713, mort a les tres setmanes)

A la corona 1710-1774
- Lluís Estanislau Xavier de França 1774-1789